# Pitztalbrücke
Die Pitztalbrücke ist eine Straßenbrücke im Oberinntal östlich von Imst in Tirol. Sie überspannt den Inn, die Arlbergbahn und die Zufahrt zum Bahnhof Imst-Pitztal (Brennbichlstraße L61). Über sie führt die Pitztalstraße (L16), die das Pitztal an die Tiroler Straße (B171) und die Inntal Autobahn (A12) anbindet.

## Geschichte
Vor dem Bau der Brücke war die Zufahrt ins Pitztal ein Nadelöhr, die Straße führte rund 50 Höhenmeter von der Tiroler Straße zur Talsohle und auf der anderen Seite durch den Arzler Wald wieder steil und kurvenreich hinauf. Mit zunehmendem Verkehr wuchs der Wunsch nach einer schnelleren und sicheren Erreichbarkeit des Tals und des 1983 eröffneten Gletscherschigebiets im Talschluss. In zweijähriger Bauzeit wurde die Brücke nach Plänen von Mayreder, Kraus & Co. errichtet und am 24. September 1983 mit rund 6000 Besuchern eröffnet. Die Baukosten betrugen rund 50 Millionen Schilling.

## Bauwerk
Die 220 m lange Bogenbrücke wurde als eine der ersten in Tirol im Freivorbau errichtet. Der Stahlbetonbogen hat eine Stützweite von 169 m und einen Stich von 32,5 m. Er wurde in Abschnitten betoniert und durch Hilfsabspannungen zurückgehängt. Die Fahrbahn ist mit Stützen auf dem Bogen aufgeständert. Zum Zeitpunkt des Baus war die Pitztalbrücke die größte in dieser Bauweise errichtete Brücke in Europa.